# Zalew w Pińczowie
Zalew w Pińczowie – sztuczny zbiornik wodny, zlokalizowany w południowo-zachodniej części Pińczowa (województwo świętokrzyskie), w poszerzonym i pogłębionym lewym starorzeczu rzeki Nidy, na terenie chronionym wałami przeciwpowodziowymi.

## Charakterystyka
Zbiornik o powierzchni 11,35 hektara zbudowano w oparciu o starorzecze Nidy. Średnia głębokość wody wynosi tu około 1,94 metra, a maksymalna rzędna piętrzenia wód wynosi 160.000 m³. Powstał podczas technicznej regulacji Nidy i został oddany do użytku w roku 1973. Zmodernizowano go w latach 80. XX wieku. Po rewitalizacji otwarto go 1 lipca 2015. Przy akwenie funkcjonuje ośrodek wypoczynkowy MOSiR z wypożyczalnią sprzętu wodnego, campingiem, polem namiotowym, 22 domkami i restauracją.   
Podczas budowy zbiornika w 1973 wykonany został przekop skracający bieg Nidy. Dotychczasowe koryto, przy ośrodku sportu i rekreacji zostało pogłębione, tworząc zalew. Od strony południowo-wschodniej akwen dotyka drogi wojewódzkiej nr 766 w miejscu, gdzie dawniej istniał most drogowy na Nidzie (obecnie jest tam przepust drogowy w kierunku rowu przeprowadzającego wodę ze zbiornika do starorzecza, a w dalszym biegu na lokalne mokradła i z powrotem do Nidy, już poniżej miasta). Długość odprowadzalnika wynosi około 1,3 km, a jego spadek – od 0,16 do 0,37‰. Zasilanie zbiornika odbywa się poprzez kanał doprowadzający o długości 1,8 km i spadku 0,42‰ (stanowi on de facto stare koryto Nidy). Pobór wody odbywa się przez śluzę wpustową. Zbiornik pracuje obecnie jako przepływowy, z ośmiodniowym czasem przetrzymania wód.
Do południowych brzegów zalewu przylegają tereny Lądowiska Pińczów.   

## Przyroda
Najczęściej występujące w zbiorniku ryby to karp, lin, leszcz, krąp, szczupak, sandacz, amur, wzdręga, okoń, ukleja, boleń, sum i węgorz. Zalewem opiekuje się koło PZW z Kielc. W wodach zalewu występują także cztery gatunki małży, z których dwa zaliczone są do Globalnej Czerwonej Listy Gatunków Ginących i Zagrożonych.

## Turystyka
Nad zalewem rozpoczyna się  niebieski szlak pieszy im. Wacława Żelichowskiego prowadzący do Wiślicy.